# Heterusia dichroata
Heterusia dichroata är en fjärilsart som beskrevs av Felder 1875. Heterusia dichroata ingår i släktet Heterusia och familjen mätare. Inga underarter finns listade i Catalogue of Life.